# Rotondă pentagonală giroalungită
În geometrie rotonda pentagonală giroalungită este un poliedru convex construit prin alungirea unei rotonde pentagonale (J6) prin atașarea unei antiprisme decagonale (în loc de o prismă decagonală, ca la poliedrul J21) la baza acesteia, ceea ce se reflectă în denumire prin prefixul „giro”. Este poliedrul Johnson J25. Având 37 de fețe, este un triacontaheptaedru.

## Poliedre înrudite
Rotonda pentagonală giroalungită poate fi văzută și ca o birotondă pentagonală giroalungită (J48) cu o rotondă pentagonală îndepărtată. Ca la toate rotondele, poligonul bazei are de două ori mai multe laturi decât cel din partea de sus (în acest caz, poligonul de jos este un decagon, iar cel de sus este un pentagon).

## Poliedru dual
Dualul rotondei pentagonale giroalungite are 30 de fețe: 10 romboizi, 10 patrulatere și 10 romburi:
| Dualul rotondei pentagonale giroalungite | Desfășurata dualului |
| ---------------------------------------- | -------------------- |
|                                          |                      |

## Mărimi asociate
Următoarele formule pentru arie A și volum V sunt stabilite pentru lungimea laturilor tuturor poligoanelor (care sunt regulate) a:
{\displaystyle A={\frac {1}{2}}{\sqrt {5\left(265+58{\sqrt {5}}+6{\sqrt {30(65+29{\sqrt {5}}}}\right)}}\,a^{2}\approx 31,007454\,a^{2}.}
Volumul se calculează pe baza rădăcinii polinomului

{\displaystyle 1679616x^{8}-50388480x^{7}+603262080x^{6}-3520972800x^{5}+5215460400x^{4}+4128624000x^{3}-8894943000x^{2}+3881385000-424924375}

din vecinătatea punctului {\displaystyle x=13,667051}, adică
{\displaystyle V=x\,a^{3}\approx 13,667051\,a^{3}.}